# 伊沢凡人
伊沢 凡人（いざわ ぼんじん、1913年 - 2008年4月）は、漢方医、薬物療法学者。
山梨県生まれ。本名・光三。東京帝国大学医学部・生薬学教室選科卒。1960年「ダイオウの薬理学的作用機転に関する実験的研究」で徳島大学医学博士。鍼灸師。日本大学講師、東京都嘱託などを経て、都下の医療用植物資源調査のかたわら、いざわ漢法ビル2Fクリニックを開く。同顧問、漢法科学財団代表理事、東洋医学国際研究財団評議員、東京都生薬協会相談役などを務め、福島県安達太良山山麓に薬草園も設営。息子の伊沢和光は順天堂大学医学博士、いざわ漢法クリニック代表。

## 著書
- 『薬 科学随筆』葛城書店 1942
- 『医療植物の實際』広川書店 1948
- 『病気の知識と正しい薬の用い方』三元社 1949
- 『薬局でできる医化学試験と薬の新しい知識』医歯薬出版 1956
- 『神経痛・リウマチ・新しい療法 疼痛・劇痛の完全解消』日本文芸社 1959
- 『漢方薬の知識と利用法』実業之日本社 1962
- 『もっと健康になれる 薬草療法と家庭の心得』東京同信社 1964
- 『漢方・薬草療法のすべて その優秀処方例と手当法』実業之日本社 1965
- 『神経痛・リウマチの新療法』日本文芸社 家庭療養全書 1966
- 『薬草全科』家の光協会 1966
- 『原色日本薬用植物事典』全4巻　誠文堂新光社 1966-67
- 『漢方薬のすすめ』雪華社 1968
- 『漢方医薬全科』家の光協会 1969
- 『お茶の間漢方 健康をつくる二千年の知恵』文潮出版 アップブックス 1973
- 『身近な薬草百科』主婦と生活社 マイホームシリーズ 1973
- 『漢方薬のはなし その正しい知識と用い方』東京同文書院 1974
- 『漢法菜・果健康療法』家の光協会 1976
- 『伊沢凡人著作シリーズ 2　薬学の創成者たち 自伝対談』編著 出版科学総合研究所 1977
- 『伊沢生薬学 第1巻　和法 日本古来の薬草療法』出版科学総合研究所 1977
- 『原色版日本薬用植物事典』誠文堂新光社 1980
- 『野菜・くだもの漢方療法』家の光協会 1982
- 『漢法を知る』中山書店 2005

### 共著編
- 『これからの薬草栽培と採取』三宅寿夫,田中孝治,藤森正久共著 アヅミ書房 1949
- 『薬毒論 その恐るべき実態を告発する』編 潮文社新書 1967
- 『庭先に植える薬草・薬木の作り方・使い方』編 家の光協会 1972
- 『原色薬草』富成忠夫,秋山久治共著 家の光協会 1975
- 『排せつ健康法 ガンも逃げ出す』伊沢和光共著 ディーエス企画 ヘルスブック 1983
- 『これだけは知っておきたい薬草・野草の効用』伊沢和光共著 誠文堂新光社 1987
- 『これだけは知っておきたい野菜・果物の効用』伊沢和光共著 誠文堂新光社 1987
- 『よく効く民間療法』編 家の光協会 1991
- 『よく効く野菜くだもの療法』編著 家の光協会 1996
- 『薬草図鑑 カラー版』会田民雄共著 家の光協会 1999
- 『効けば効くほど薬はこわい からだの言い分を聞きなさい』辰野高司共著 ダイヤモンド 2002

翻訳
- フーゴー・グラーゼル『毒 科学随筆』訳編 葛城書店 1943

## 論文
- Cinii

## 注
1. ↑  『現代日本人名録』
2. ↑  『漢方を知る』著者紹介